# Waldbach (Steiermark)
Waldbach ist eine ehemalige Gemeinde mit 621 Einwohnern (Stand: 1. Jänner 2023) im Gerichtsbezirk Fürstenfeld und im politischen Bezirk Hartberg-Fürstenfeld in der Steiermark (Österreich).
Im Rahmen der Gemeindestrukturreform in der Steiermark ist sie seit 2015 mit der Gemeinde Mönichwald zusammengeschlossen, die neue Gemeinde führt den Namen Waldbach-Mönichwald. Grundlage dafür ist das Steiermärkische Gemeindestrukturreformgesetz – StGsrG. Eine Anfechtung der Zusammenlegung, welche von der Gemeinde Waldbach beim Verfassungsgerichtshof eingebracht worden war, war nicht erfolgreich.

## Geografie
Die Region, in der Waldbach liegt, wird auch oft als Joglland bezeichnet, zu dem auch noch Nachbardörfer gehören. Waldbach hat auch Anteil am Hochwechsel, welcher eine natürliche Grenze zwischen Niederösterreich und der Steiermark bildet.

### Gemeindegliederung
| Katastralgemeinden                                              | Ortschaften in der Gemeinde |
| --------------------------------------------------------------- | --- |
| Arzberg (4,87 km²) Rieglerviertl (8,58 km²) Schrimpf (5,22 km²) | Arzberg (ZH) Augraben (R) Kumpfmühltal (ZH) Moihof (D) Waldbach (D) Breitenbrunn (D) · Rieglerviertel (ZH) Hauswiese (ZH) Schrimpf (ZH) Kumpfmühle (ZH) Ofenmühle (ZH) Weißenbach (R) |
| Legende                                                         | |

| In der Spalte Katastralgemeinden sind sämtliche Katastralgemeinden einer Gemeinde angeführt. In der Klammer ist die jeweilige Fläche in km² angegeben. |
| In der Spalte Ortschaften sind sämtliche von der Statistik Austria erfassten Siedlungen, die auch eine eigene Ortschaftskennziffer aufweisen, angeführt. In der Hierarchieebene derselben Spalte, rechts eingerückt, werden nur Ansiedlungen, die mindestens aus mehreren Häusern bestehen, dargestellt. Die wichtigsten der verwendeten Abkürzungen sind: - M = Hauptort der Gemeinde - Stt = Stadtteil - R = Rotte - W = Weiler - D = Dorf - ZH = Zerstreute Häuser - Sdlg = Siedlung - Hgr = Häusergruppe - E = Einzelgehöft (nur wenn sie eine eigene Ortschaftskennziffer haben) Die komplette Liste der Statistik Austria ist in: Topographische Siedlungskennzeichnung nach STAT Zu beachten ist, dass manche Orte unterschiedliche Schreibweisen haben können. So können sich Katastralgemeinden anders schreiben als gleichnamige Ortschaften bzw. Gemeinden. Quelle: Statistik Austria – |

Katastralgemeinden der ehemaligen Gemeinde Waldbach sind (Fläche 2001): Arzberg (486,53 ha), Rieglerviertl (858,12 ha), Schrimpf (521,96 ha).

Ortschaften mit Einwohnerzahl (Stand 1. Jänner 2024):
- Arzberg (381) mit Augraben, Kumpfmühltal, Moihof und Waldbach
- Breitenbrunn (76)
- Rieglerviertel (70) mit Hauswiese
- Schrimpf (84)  mit Kumpfmühle, Ofenmühle und Weißenbach

## Wappen
Die Verleihung des Gemeindewappens erfolgte mit Wirkung vom 1. August 1984.

Blasonierung: „In Rot ein silberner Wellenbalken, oben und unten von je drei befruchteten silbernen Eichenblättern begleitet.“

## Wirtschaft
Die Hauptattraktionen des Jogllandes sind die Nordic Walking Angebote, sowie Naturlehrpfade, Schwimmbäder und Schigebiete. In Waldbach haben die Kernwerke ihren Sitz, die zu den größten Holzfabriken in der Nordoststeiermark zählen. Weiter sind Wiedners Wasserspiele bekannt, die mit Wasserkraft selbstgebaute Eisenbahnen, Gondeln usw. in Bewegung setzen.
Außerdem ist auch noch eine Waffenausstellung zu bewundern, welche an die Kämpfe der letzten Kriegstage des Zweiten Weltkrieges erinnert, die am Hochwechsel ausgetragen wurden. Inmitten der Wasserspiele findet sich auch eine Gedenkstätte für den Wehrmachtsgeneral und Gefolgsmann Hitlers Eduard Dietl.

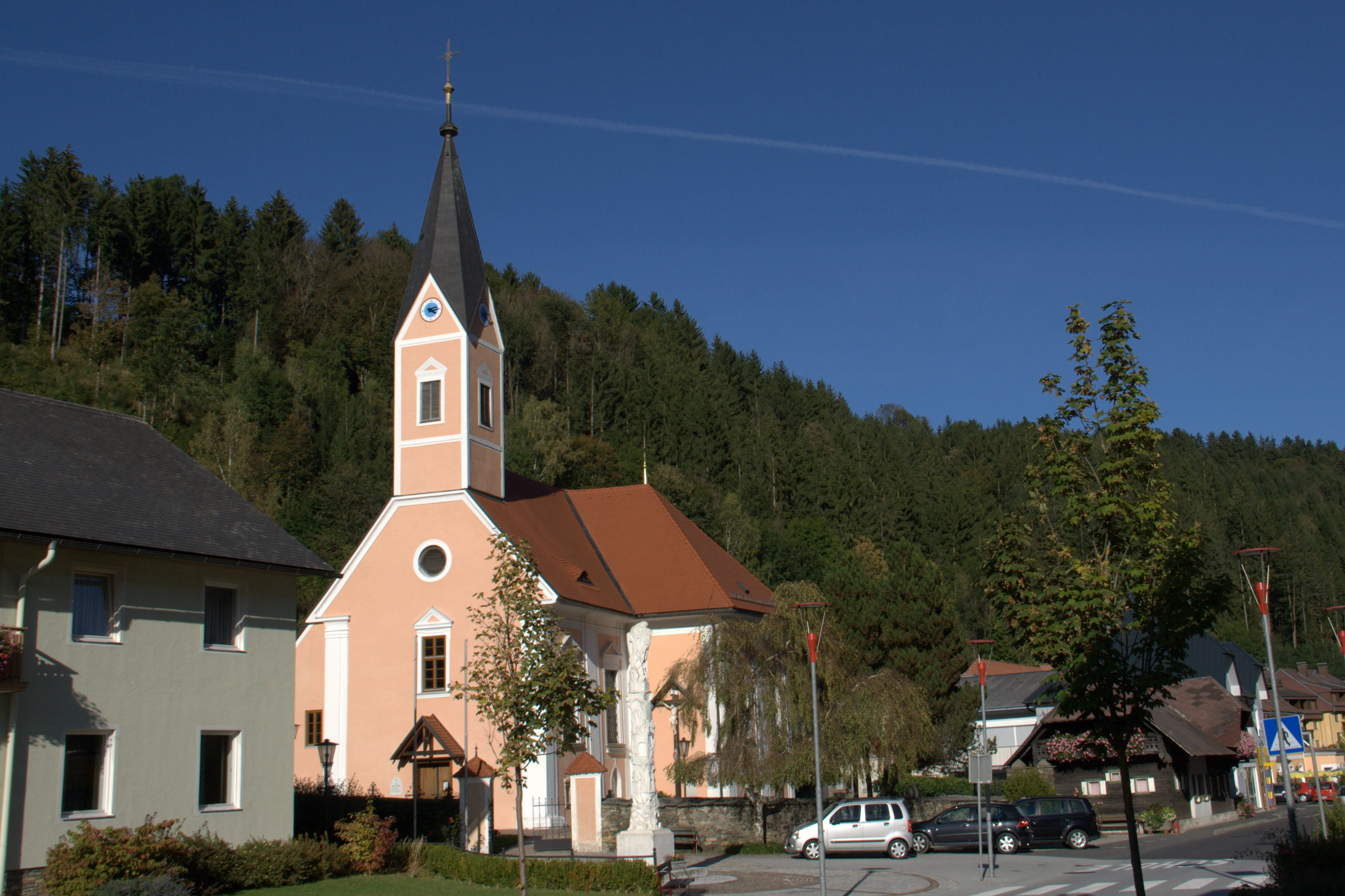
Kirche Waldbach

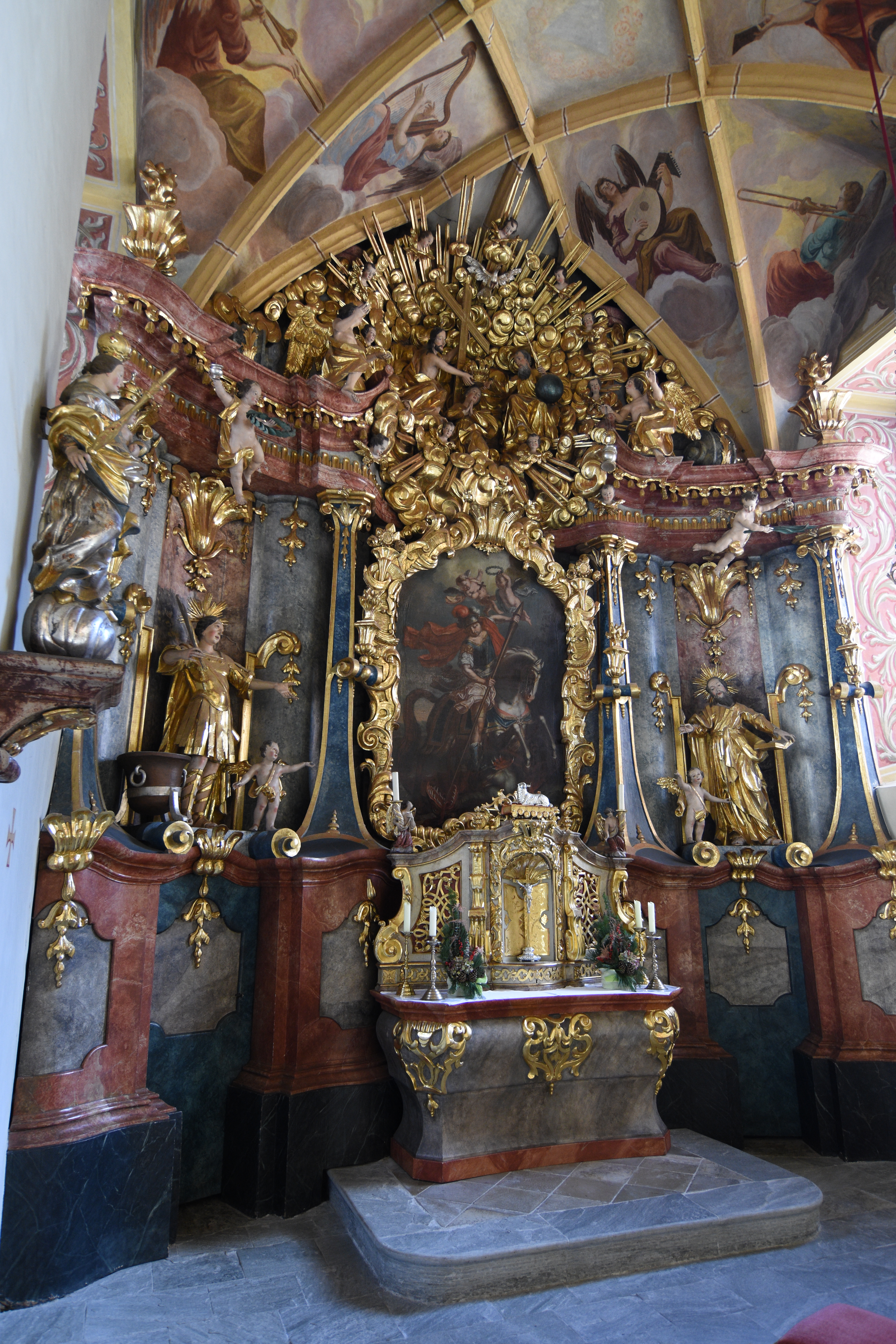
Der Altar

## Kultur und Sehenswürdigkeiten
- Katholische Pfarrkirche Waldbach hl. Georg

## Bildung
In Waldbach befinden sich:
- eine Volksschule
- eine Neue Mittelschule, am 12. September 1971 als Hauptschule eröffnet[6]

## Religion
Pfarrer: Franz Rechberger

## Persönlichkeiten

### Ehrenbürger
- 1985 Josef Krainer (1930–2016), Landeshauptmann

### Söhne und Töchter von Waldbach
- Andreas Posch (1888–1971), Historiker, Theologe, römisch-katholischer Geistlicher